# Florentina Mihai
Florentina Mihai, născută Bonta (n. 17 octombrie 1934, București - d. 13 aprilie 2019, Sântioana, comuna Țaga, județul Cluj), a fost o artistă ceramistă, scenografă, pictoriță și restauratoare română. A fost căsătorită cu sculptorul Alexandru Mihai (1934-2017) și este mama istoricului de artă Călin-Alexandru Mihai (n. 1963).

## Viață
Florentina Mihai-Bonta a fost fiica lui Iulian Bonta și Mariei Bonta, născută Moruțan. După arbitrajul de la Viena din 1940, prin care Transilvania de Nord a fost cedată Ungariei, părinții Florentinei din București au fost despărțiți de rudele din aceasta zonă, familia fiind astfel obligată să se mute la Feldioara, Cluj. De acolo însă a trebuit să se refugieze de urgență din cauza represaliilor asupra populației românești și s-a întors la București.

## Educație
Florentina a putut să înceapă școala particulara catolică primara Sf. Anton (școala elementară) și mai târziu Liceul ortodox Zoe Romniceanu (școala gimnaziala) din București. În 1947, după abdicarea regelui Mihai I, familia a fugit din nou la Feldioara / Cluj, care acum apartinea din nou României. Din 1949 până în 1954 a urmat Școala de Artă din Cluj în fosta mănăstire franciscană. Profesorul ei a fost Markos Andras (1919-1972). După absolvirea liceului, Florentina Mihai a studiat la Institutul de Arte Plastice Nicolaie Grigorescu din București cu Mac Constantinescu (1900–1979) și Zoe Baicoianu (1910–1987). 

## Carieră
După absolvirea cu diploma ceramistă de artă, a lucrat ca proiectant în fabrica de porțelan Iris  din Cluj-Napoca în 1960/61, apoi până în 1969 ca asistent scenograf, responsabil pentru costume, echipamente și design de scenă la Studiourile de cinematografie românești din Buftea, raionul Ilfov.  A participat la realizarea filmelor: Decebal, Tudor Vladimirescu, Titanic Vals și Reconstituirea (1968), ultimul în regia lui Lucian Pintilie. 
În 1968, Uniunea Artiștilor Plastici din România (UAP) a definitivat-o pe Florentina Mihai ca membru al departamentului de arte decorative. Florentina Mihai a lucrat la București un an si jumatate ca profesor de artă la liceul Grivița din București. În 1970 a participat la expoziția artiștilor români de la Moscova, unde a prezentat o lucrare decorativă. În același an, s-a mutat cu familia la București și mai apoi a preluat de la Uniunea Artiștilor Plastici un mic atelier propriu impreuna cu soțul ei (Stirbei Vodă 144, Colt cu Berzei). În 1971 a fost prezenta la Expoziția Națională de Artă din București, la Expoziția Internațională de Artă din Düsseldorf și la Expoziția Internațională de Artă Decorativă din Budapesta și a participat, de asemenea, la primul simpozion de ceramică din Medgidia  În 1972, a avut loc în București prima expozitie personala cu obiecte de ceramica în galeria Sala Galatea.   Acolo a prezentat sculpturi monumentale, abstracte. În 1972 a participat și la o expoziție de artiști români la Tokyo. 
În 1973 a fost din nou participantă la Trienala Expoziției Naționale de Artă din București, cu lucrări de ceramica , cum ar fi „Logodnicii” și „Primavara”. În 1974, a avut loc la Erfurt (RDG)  Prima Quadrienala Internaționala de Artă Decorativă din Țările Socialiste, unde i s-a permis să expună lucrări, în combinație cu prima ei călătorie în Germania de Est. După Erfurt, ea a participat la simpozionul de porțelan din Cluj-Napoca, precum și la al 13-lea Festival Internațional de la Bromsgrove (Anglia). În 1975, a fost din nou prezentă cu lucrări la Tokyo la expoziția Artă Românească pe sticlă și lemn. Un succes deosebit a fost faptul că unele dintre lucrările Florentinei Mihai au fost achiziționate de Curtea Imperială din Tokyo pentru colecția lor de artă. În 1976 a participat la o expoziție de artă decorativă românească la Atena și la expoziția de grup a artiștilor români la Bremen în Republica Federală Germania. 1976 excursie în Italia. În 1977 Florentina Mihai a luat parte la simpozionul de porțelan din Alba-Iulia. Un an mai târziu, cea de-a doua expoziție personala a avut loc la București, în galeria Uniunii Artiștilor Caminul Artei.  Călătorie în 1979 în Italia și Republica Federală Germania, iar de acolo la Viena și Bratislava. 1981 călătorie cu soțul prin Germania, Franța, Italia, Elveția. În 1983 are loc a treia expoziție personala la București tot la Caminul Artei  . Acolo, Florentina Mihai prezinta picturi pe sticlă inspirate din arta populară românească. În 1984, Florentina Mihai se refugiaza în Germania împreună cu fiul ei, după ce a refuzat să lucreze pentru Securitatea de Stat din România și solicita acolo azil politic, care a fost acordat. În 1986 soțul ii urmeaza. Florentina Mihai ia legătura cu scena de artă locală, în special cu cercul din jurul lui Beate Hübner (1944 Breslau - 1997 Würzburg)  . În 1987 a participat la o expoziție de grup la Wächtersbacher Kunstsalon, unde a prezentat picturi pe sticla și grafică.  Ea a expus în Lohrhaupten (Spessart), precum și în Galeria Pictor din Mainz, Galeria Pablo din Wiesbaden și casa de licitații si galerie Zimmermann din Frankfurt pe Main la sfârșitul anilor '80. În 1991/92 a urmat expoziția Symbolik, împreună cu soțul în galeria Kreissparkasse Schlüchtern.  În anul următor, ea a prezentat acolo un ansamblu de icoane pentru Crăciun.  Din 1991 până în 2000, ea și soțul ei au fost angajați la Muzeul de Artă Modernă din Frankfurt am Main.
In 2020 Muzeul de Artă din Cluj v-a dedicat o expoziție retrospectivă.